# 萬年社
株式会社萬年社（まんねんしゃ）は、かつて大阪市中央区に本社を構えていた大阪最古の広告代理店である。1890（明治23）年創業し、戦前は「東の電通、西の萬年」と称され、多くの広告人を育てたが、1999（平成11）年に自己破産した。

## 概要

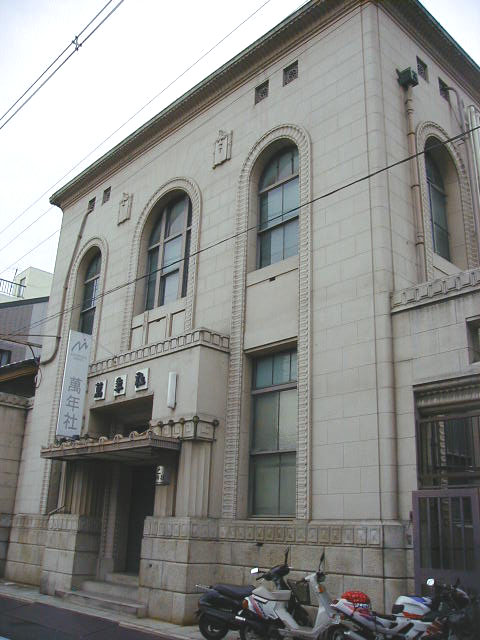
萬年社京都支社（設計:宗建築事務所大倉三郎、建物は現存しない）

1890年に元新聞記者だった高木貞衛によって広告取次業として設立。地元紙「大阪毎日新聞（現：毎日新聞大阪本社）」の広告を一手に扱う代理店として始まり、その後「大阪朝日新聞（現：朝日新聞大阪本社）」とも提携し、全国紙化に多大な貢献を残し、一気にその勢力を拡大。大正時代には雑誌「広告論叢」「広告年鑑」を刊行。こうした大阪での活動を足がかりに全国的企業に発展した。
しかし、戦後は電通などに最大手の座を譲って徐々に地位が低下、平成期には上位10社圏外となる。
さらに東京一極集中により、在阪局が製作し、かつプライムタイムで放送される全国ネットテレビ番組に在阪局の東京支社が主要製作者として関与するのが珍しくなくなったのに加え、関西に本社を置いていたスポンサー企業が相次いで東京に移転して経営が悪化したのに加え、それに伴う不渡りなどの影響からおよそ150億円ほどの負債を抱え、1999年に自己破産を申請して倒産した。
なお同社の所蔵資料は大阪中之島美術館が購入・保管しており、大阪メディア文化史研究会が大阪市立大学(現在の大阪公立大学）を拠点に分析作業を進めている。
本社ビル（泊園書院跡地に1971年竣工）はディスカウントストアのジャパン（スギホールディングス傘下）が買い取り、スギホールディングスに吸収合併されるまで同社の本社としていた。

## 創業者
創業者の高木貞衛（さだえ、1857－1940）は、徳島藩士・高木真蔵の長男に生まれ、藩校で学んだのち東京に遊学、大阪日報（のちの大阪毎日新聞）などの記者をへて、32歳で万年社を設立。明治42年に広告取引の実際を欧米で見聞し、「広告年鑑」を創刊するなど広告研究の基礎を築いた。キリスト教徒でもあり、日本基督教団大阪教会執事、日本組合基督教会理事、同志社理事なども務めた。長男・高木貞二の岳父に麒麟麦酒社長の伊丹二郎、親戚には小川䤡吉（明治製糖会長）、河西豊太郎、大倉和親らがいる。高木が蒐集・記録した膨大な広告資料は万年社破産時に有志により買い取られ、大阪市に寄付された。

## 歴代スタッフ
- 穴見薫

『鉄腕アトム』を担当。萬年社を経て虫プロダクション常務取締役。妻は同じ虫プロでアニメーターの中村和子。
- 売野雅勇

コピーライターとして在籍していた時期あり。後に作詞家に転向。1980年代に数多くのヒットソングを世に送り出したことで彼の名を有名とした。
- 衛藤 公彦（）

1930年8月29日生。大分県出身。法政大学法学部卒業。1955年に萬年社入社。テレビ制作部長・媒体局長として『正義を愛する者 月光仮面』（1972年）・『愛の戦士レインボーマン』（1972年）・『まんが日本昔ばなし』（1975年）などを担当した。
萬年社倒産後、萬年社のテレビ作品の版権管理会社「有限会社エム・シー・シー」を設立し代表取締役となった。
2003年8月に死去。衛藤の没後、エム・シー・シーに関与していた「安田清彦」が経営を引き継いでいる。
- 堤章三

退社後はテレビのクイズ番組等の構成を手がけた。
- 中川静

元神戸高等商業学校教授。

## メディア関与作品

### バラエティ・クイズ番組
- シャボン玉ボンボン（日本テレビ）
- アップダウンクイズ（毎日放送）
- シャボン玉寄席（朝日放送）
- シャボン玉アワー（関西テレビ）
- シャボン玉プレゼント（朝日放送）
- スターに挑戦!!（日本テレビ）
- シャボン玉こんにちは（TBS）
- 象印ライバル対抗大合戦!（テレビ朝日）

### アニメ
- 鉄腕アトム（フジテレビ）
- 正義を愛する者 月光仮面（日本テレビ）
- ディズニーぱれーど（NET）
- 破裏拳ポリマー（NET）
- まんが日本昔ばなし（毎日放送。第2期の初期まで）
- 愛の戦士レインボーマン[15]（毎日放送）
- ドリモグだァ!!（日本テレビ）
- 神秘の世界エルハザード（テレビ東京）
- 魔法少女プリティサミー（テレビ東京）
- バトルアスリーテス大運動会（テレビ東京）

### 特撮・テレビドラマ
- 愛の戦士レインボーマン（NET）
- ワイルド7（日本テレビ）
- 流星人間ゾーン（日本テレビ）
- ファイヤーマン（日本テレビ）
- ダイヤモンド・アイ（NET）
- 電撃!! ストラダ5（NET）
- プロレスの星 アステカイザー（NET）

### ビデオ
- 超世代!笑芸ビデオシリーズ（越前屋電視社）
  - 金谷ヒデユキ（Vol.1）
  - MANZAI-C（Vol.2）
  - バカ爆発!お笑いスーパースペシャル（Vol.3）
  - MANZAI-C 2（Vol.4）
  - バカ爆走!JCAオンパレード（Vol.5）